# Schizobasis intricata
Schizobasis intricata är en sparrisväxtart som först beskrevs av John Gilbert Baker, och fick sitt nu gällande namn av John Gilbert Baker. Schizobasis intricata ingår i släktet Schizobasis och familjen sparrisväxter. Inga underarter finns listade i Catalogue of Life.